# Campo de Calatrava
Campo de Calatrava è una comarca della Spagna, situata nella comunità autonoma di Castiglia-La Mancia, in particolare nella provincia di Ciudad Real.
Campo de Calatrava si trova nella parte meridionale dell’altopiano centrale della penisola iberica con un’altitudine media superiore a 600 m.
L’alta pressione frequente e l’effetto continentale hanno un forte impatto sul clima. Mentre gli anticicloni che si formano d’inverno causano temperature molto basse, lo stesso fenomeno in estate porta a temperature molto elevate.
Le precipitazioni non sono particolarmente abbondanti a causa della posizione marginale della zona rispetto al percorso dei fronti e delle depressioni provenienti dal sud-ovest o dallo stretto di Gibilterra (che portano la maggior parte delle precipitazioni). Nella regione di Campo de Calatrava queste raggiungono di rado 500 mm.

## Produzione di olio
Vi si produce l'olio extravergine di oliva «Aceite Campo de Calatrava», ottenuto dai frutti dell’olivo (Olea europea L.) delle varietà Cornicabra o Picual, frante singolarmente o insieme, con Arbosana, Hojiblanca, Arbequina, Koroneiki e Lecciana.